# Tom et Jerry Tales
Pour les articles homonymes, voir Tom et Jerry (homonymie).
Tom et Jerry Kids Tom et Jerry Show
Tom et Jerry Tales (Tom and Jerry Tales) est une série télévisée d'animation américaine en 26 épisodes de 22 minutes diffusée entre le 23 septembre 2006 et le 22 mars 2008 dans le bloc de programmation Kids' WB.
En France, elle est diffusée depuis le 14 décembre 2006 sur France 3 dans Toowam puis a été diffusée depuis le 24 décembre 2006 dans Bunny et tous ses amis. Par la suite, elle a été diffusée dans les émissions Scooby-Gang, Chouette Toowam, Ludo et Bunny Tonic (devenue Quoi de neuf Bunny ?). Elle a été diffusée jusqu'au 20 juin 2021. Elle a été diffusée sur Cartoon Network du 23 mai 2007 jusqu'à janvier 2011, puis diffusée sous le titre Tom et Jerry sur Boomerang depuis novembre 2008 puis depuis le 1er janvier 2019 sous son vrai nom malgré le fait que le titre Tom et Jerry soit toujours visible aujourd'hui pendant le générique. Depuis le 5 septembre 2021, la série est diffusée sur France 4 dans Quoi de neuf Bunny ?, mais la série retourne sur France 3 dans Okoo à partir du 2 juillet 2022.
Au Québec, elle est diffusée sur Télétoon puis en 2020 à TVA.

## Synopsis
Tom et Jerry se chamaillent comme à leur habitude, mais accompagnés cette fois-ci de Droopy et d'autres personnages de la Metro-Goldwyn-Mayer. En plus on ne voit pas le visage des humains.

## Distribution

### Voix originales
- Don Brown (en) : Tom, Droopy (saison 1)
- Samuel Vincent : Jerry
- Michael Donovan : Spike, Droopy (saison 2)
- Colin Murdock : Butch
- Reece Thompson, puis Chantal Strand : Mitsou
- Nicole Oliver : la maîtresse de Tom

### Voix françaises
- Bernard Métraux : Spike (saison 1), voix additionnelles
- Michel Vigné : Butch, Spike (saison 2), voix additionnelles
- Pascal Casanova : Oncle Pecos
- Anouck Hautbois : Tante Spinner
- Camille Donda : la maîtresse de Tom (épisode Présentez votre animal domestique)
- Évelyne Grandjean : la maîtresse de Tom (épisode L'homme qui murmure à l'oreille des chats), voix additionnelles
- Gérard Surugue : Droopy
- Jérémy Prévost, Éric Etcheverry, Brigitte Virtudes, Patricia Legrand et Boris Rehlinger : voix additionnelles
- Version française par Dubbing Brothers
- Direction artistique par Daniele Bachelet-Boutry
- Adaptation par Anthony Dalmolin